# Vrbanja
Vrbanja  è un comune della Croazia di 5 174 abitanti della regione di Vukovar e della Sirmia.